# Begonia tatoniana
Espèce
Synonymes
- Begonia eminii subsp. ambacensis R.Fern.[1]

Begonia tatoniana est une espèce de plantes de la famille des Begoniaceae.
L'espèce fait partie de la section Tetraphila.
Elle a été décrite en 1969 par Rudolf Wilczek (1903-1984).

## Répartition géographique
Cette espèce est originaire des pays suivants : Angola ; Ouganda ; Zaire.